# Gonomyia (Idiocerodes) reflexa
Gonomyia (Idiocerodes) reflexa is een tweevleugelige uit de familie steltmuggen (Limoniidae). De soort komt voor in het Nearctisch gebied.